# Bād Bād
Bād Bād (persiska: باد باد) är en ort i Iran.   Den ligger i provinsen Lorestan, i den centrala delen av landet, 300 km sydväst om huvudstaden Teheran. Bād Bād ligger 2 094 meter över havet och antalet invånare är 350.
Terrängen runt Bād Bād är kuperad åt nordost, men åt sydväst är den platt. Bād Bād ligger nere i en dal. Runt Bād Bād är det ganska glesbefolkat, med 29 invånare per kvadratkilometer. Närmaste större samhälle är Alīgūdarz, 10,3 km nordväst om Bād Bād. Trakten runt Bād Bād består i huvudsak av gräsmarker.